# デミドフ賞
デミドフ賞（英語: Demidov prize、ロシア語: Демидовская премия）は1832年から1866年まで、毎年ロシア科学アカデミーの優れた業績を上げた科学者に贈られた賞、および1993年からロシア、スヴェルドロフスク州政府が復活させた賞である。

## 概要
1831年にロシアの富豪、デミドフ家のパーヴェル・ニコラエヴィチ・デミドフが創設した。サンクトペテルブルク科学アカデミー（現、ロシア科学アカデミー）が受賞者を選んだ。1832年、最初のデミドフ賞は科学アカデミー会長、セルゲイ・ウヴァーロフから天文学者のMagnus Georg Pauckerと経済学者のJulius Hagemeisterに贈られた。1832年から1866年の間に、55の満額賞（賞金5,000ルーブル）と220の部分賞が授賞された。著名な受賞者には、外科学のニコライ・ピロゴフ（Nikolai Pirogov）、世界周航航海を行ったアーダム・ヨハン・フォン・クルーゼンシュテルン、化学者のドミトリ・メンデレーエフ、電気技術者のモーリッツ・ヤコビ（Moritz von Jacobi）らがいる。
デミドフの遺言により、没後25年間、1866年まで授賞が続けられ終了したが、1993年ロシア科学アカデミーの副会長、Gennady Mesyatsとスヴェルドロフスク州知事Eduard Rosselの発案により、デミドフ科学財団がロシア科学アカデミーの会員から毎年3～4人の受賞者を選び贈られる賞として再び、デミドフ賞の名前が復活した。

## 著名な受賞者（一部）
- 1835年 -  ニキータ・ヤコヴレヴィチ・ビチュリン - 歴史学（1839年にも受賞）
- 1836年 -  フョードル・ペトローヴィチ・リトケ - 地理学
- 1837年 -  アーダム・ヨハン・フォン・クルーゼンシュテルン - 地理学
- 1837年 -  フリードリヒ・ヴィルヘルム・アルゲランダー - 天文学
- 1840年 -  モーリッツ・ヤコビ - 電気技術者
- 1841年 -  アレクサンドル・ポステルス - 生物学
- 1841年 -  インノケンティ・ヴェニアミノフ - 神学
- 1842年 -  フェルディナント・フォン・ウランゲル - 地理学
- 1844年 -  ニコライ・ピロゴフ - 医学 （1851年、1859年にも受賞）
- 1846年 -  カール・クラウス - 化学
- 1847年 -  アナトーリー・デミドフ - 地理学
- 1847年 -  ドミトリー・トルストイ - 歴史学
- 1849年 -  パフヌティ・チェビシェフ - 数学
- 1853年 -  ドミトリー・ミリューチン - 歴史学
- 1854年 -  モスクワ府主教マカリイ1世 - 神学
- 1857年 -  ニコライ・トゥルチャニノフ - 植物学
- 1857年 -  クリスティアン・パンダー - 動物学
- 1858年 -  ヨシフ・ゴシケーヴィチ - 文献学
- 1859年 -  カール・ヨハン・マキシモヴィッチ - 植物学
- 1862年 -  ドミトリ・メンデレーエフ - 化学

### 1993年に復活したデミトフ賞の著名な受賞者（一部）
- 1999年 - ジョレス・アルフョーロフ - 物理学
- 2001年 - アレクサンドル・プロホロフ - 物理学
- 2004年 - アナトリー・デレビヤンコ - 考古学
- 2009年 - アレクセイ・オロヴニコフ - 生物学
- 2012年 - エフゲニー・プリマコフ - 経済学（元首相）
- 2014年 - ニコライ・カルダシェフ - 天文学
- 2019年 - ユーリイ・オガネシアン - 物理学
- 2019年 - エドゥアルト・ロッセリ - 政治学
- 2020年 - ヴィクトル・A・サドーヴニチィ - 数学